# Дзенґеле-Олецькі
Дзенґеле-Олецькі (пол. Dzięgiele Oleckie) — село в Польщі, у гміні Олецько Олецького повіту Вармінсько-Мазурського воєводства.
У 1975-1998 роках село належало до Сувальського воєводства.